# Kostel svatého Jana Křtitele (Lipná)
Kostel svatého Jana Křtitele se nachází na katastrálním území Lipná obce Potštát v okrese Přerov, asi 15 km severně od Hranic. Je to poslední dochovaný dřevěný kostel v oblasti Oderských vrchů, je chráněn jako kulturní památka a je zapsán v Ústředním seznamu kulturních památek ČR.
Filiální kostel je přifařen k římskokatolické farnosti Potštát, děkanát Hranice, olomoucká diecéze. 

## Historie
První písemná zmínka o německé osadě Lipná (německy Lindenau) je z roku 1394. Ve farní kronice Potštátu je uvedeno, že už v roce 1408 byl v obci kostel s vlastní duchovní správou (lokálie). Přesné datum vzniku kostela není známo. Podle některých indicií lze usuzovat, že vznikl v 17. století. Na kruchtě se dochoval barokní varhanní pozitiv s datací 1699. V roce 1715 byl pořízen nový oltář. V roce 1746 byl kostel opraven do současné podoby a vysvěceny zvony. Další opravy byly provedeny v roce 1772 a v roce 1908 byly pořízeny nové varhany. V roce 1927 byla při opravě položena podlaha z břidlicových tabulí. V roce 1953 při generální opravě byly vyměněny hnilobou zasažené spodní trámy. V roce 2017 byla provedena oprava kamenné zdi postavené v roce 1854. V roce 1996 byly odcizeny sochy sv. Barbory, sv. Vavřince a sv. Anny. V roce 1998 byl kostel opět vykraden, z hlavního oltáře byl zcizen obraz sv. Jana Křtitele od malíře Petra Hochecketa z roku 1746.
V 16. století byla farnost spravována luterským farářem z Potštátu a od roku 1628 po rekatolizaci byl opět spravován z Potštátu. Filiální kostel je přifařen k římskokatolické farnosti svatého Bartoloměje v Potštátě. Bohoslužby se zde provádějí dvakrát ročně, a to k Slavnosti narození sv. Jana Křtitele (24. 6.) a ve vánoční době nebo také při pohřbu na místním hřbitově.

## Popis

### Exteriér
Kostel je orientovaná jednolodní dřevěná jednosrubová stavba na kamenné podezdívce s pravoúhlým závěrem kněžiště. Valbová šindelová střecha kryje loď i kněžiště. Uprostřed hřebene střechy je polygonální sanktusník s lucernou a cibulovou bání ukončenou makovicí a křížem. V sanktusníku jsou zavěšeny dva zvony. Na severní straně lodi u západního průčelí je přistavěna obdélná sakristie. Venkovní stěny jsou kryté šindelem.
Kostel je dlouhý 17–18 m, široký v lodi 9 m a výška ke stropu lodi je 3,5 m, loď je dlouhá 12,2 m, kněžiště je dlouhé 6 m a široké 6,8 m. 
Kostel je obtočen zdí z lomového kamene zděnou na sucho, která byla postavena v roce 1854. Má dva vstupy, před kterými je postaven kamenný kříž. V areálu jsou zachovány původní náhrobky německých obyvatel.

### Interiér
Nad vchodem v západním průčelí je na čtyřech dřevěných sloupech posazena dřevěná kruchta. Interiér kostela je prostý bez ozdob, je omítnutý a bíle vymalován. Strop je plochý, podlaha vyložena břidlicovými tabulemi. Hlavní oltář je vyřezávaný ve stylu lidového baroka. Loď prosvětlují dva páry oken v bočních stěnách, v kněžišti jsou po jednom v bocích. Okna mají půlkruhové zakončení. V okně nad dveřmi do sakristie se dochovalo původní zasklení vypouklými skleněnými tabulkami.